# Thới Thuận (xã)
Thới Thuận là một xã thuộc tỉnh Vĩnh Long, Việt Nam.

## Địa lý
Xã Thới Thuận có vị trí địa lý:
- Phía đông và nam giáp biển Đông
- Phía tây giáp xã Thạnh Phước và Bình Đại; giáp xã Bảo Thạnh với ranh giới là sông Ba Lai.
- Phía bắc giáp tỉnh Đồng Tháp, ranh giới là sông Mỹ Tho.

Xã Thới Thuận có diện tích 116,95 km², dân số năm 2025 là 20.968 người, mật độ dân số đạt 179 người/km².

## Lịch sử
Ngày 16 tháng 6 năm 2025, Ủy ban Thường vụ Quốc hội ban hành Nghị quyết số 1687/NQ-UBTVQH15 về việc sắp xếp các đơn vị hành chính cấp xã của tỉnh Vĩnh Long năm 2025. Theo đó, sắp xếp toàn bộ diện tích tự nhiên, quy mô dân số của xã Thới Thuận và Thừa Đức thành xã mới có tên gọi là xã Thới Thuận.
Sau khi sáp nhập, xã Thới Thuận có 116,95 km² diện tích tự nhiên và dân số 20.968 người.